# Sonorelix angelus
Sonorelix angelus är en snäckart som först beskrevs av Gregg 1949.  Sonorelix angelus ingår i släktet Sonorelix och familjen Helminthoglyptidae. Inga underarter finns listade i Catalogue of Life.